# Canal de Sòls
El Canal de Sòls és un curs d'aigua del terme municipal de Castell de Mur, en el seu antic terme de Guàrdia de Tremp, a l'àmbit del poble de Cellers.
Es forma a llevant de les Feixes del Barranc del Bosc i a ponent de la Roca Regina, des d'on davalla cap al sud-sud-oest, per adreçar-se al barranc del Bosc al nord de les Raconades.